# پایگاه سام هیوستون

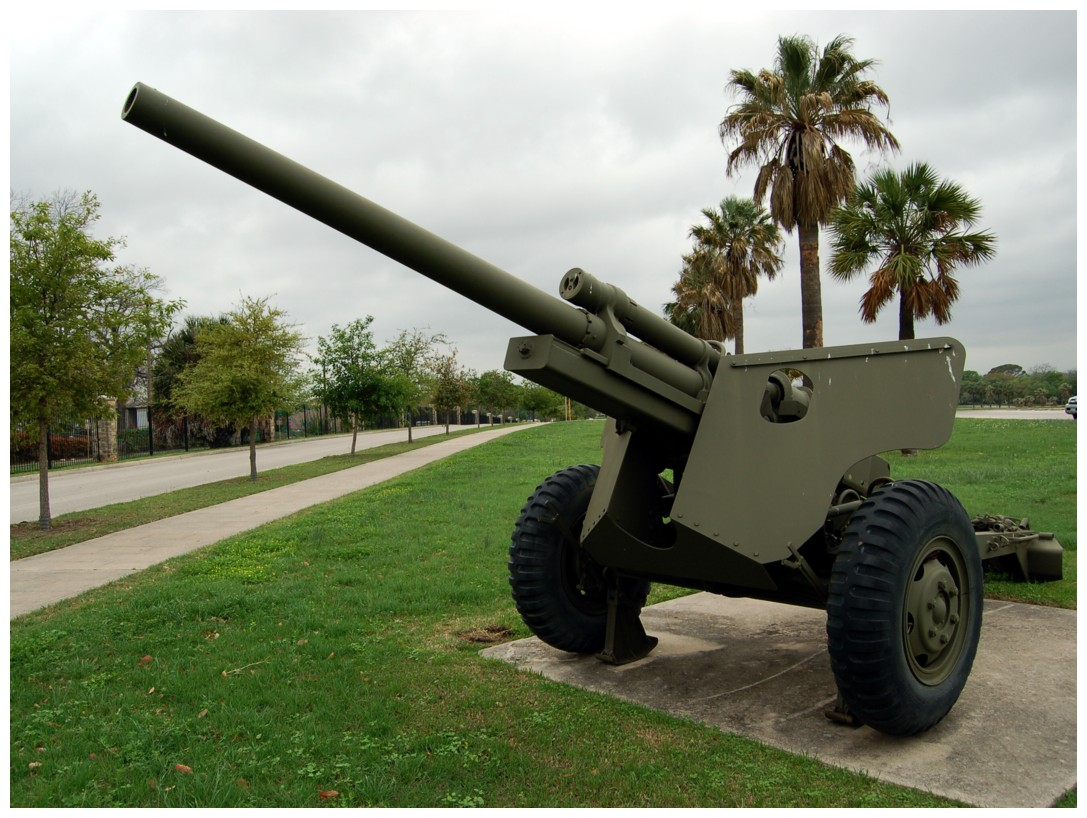

پایگاه سام هیوستون (به انگلیسی: Fort Sam Houston)تأسیس ۱۸۷۶، واقع در سن آنتونیو در تگزاس از پایگاه‌های بزرگ نیروی زمینی ایالات متحده آمریکاست.
نام پایگاه به افتخار سام هیوتسون است و در مجاورت مرکز پزشکی ارتشی بروک قرار دارد.
این پایگاه محل استقرار سپاه پنجم و نیروی زمینی جنوبی ایالات متحده آمریکا است، همچنین ستاد فرماندهی مدیریت تأسیسات نیروی زمینی ایالات متحده آمریکا در این پایگاه قرار دارد.